# Condado de Estill
O Condado de Estill é um dos 120 condados do estado americano de Kentucky. A sede do condado é Irvine e sua maior cidade é Irvine. O condado possui uma área de 662 km² (dos quais 5 km² estão cobertos por água), uma população de 15 307 habitantes, e uma densidade populacional de 10 hab/km² (segundo o censo nacional de 2000). O condado foi fundado em 1808. O condado proíbe a venda de bebidas alcoólicas.